# Benavides (Texas)
Benavides é uma cidade localizada no estado norte-americano de Texas, no Condado de Duval.

## Demografia
Segundo o censo norte-americano de 2000, a sua população era de 1686 habitantes. 
Em 2006, foi estimada uma população de 1573, um decréscimo de 113 (-6.7%).

## Geografia
De acordo com o United States Census Bureau tem uma área de 
4,7 km², dos quais 4,7 km² cobertos por terra e 0,0 km² cobertos por água. Benavides localiza-se a aproximadamente 113 m acima do nível do mar.

## Localidades na vizinhança
O diagrama seguinte representa as localidades num raio de 32 km ao redor de Benavides. 